# 塔穆雷霍
塔穆雷霍，是西班牙埃斯特雷马杜拉巴达霍斯省的一个市镇。总面积30平方公里，总人口275人（2001年），人口密度9人/平方公里。